# Jaakko Uotila
Jaakko Uotila, född 20 april 1927 i Sordavala, död 29 juli 1992 i Lembois, var en finländsk jurist.
Uotila blev juris doktor 1963. Han var 1957–1961 tjänsteman vid finansministeriet och 1964–1965 forskare vid statens samhällsvetenskapliga kommission; var 1966–1991 professor i offentlig rätt vid Tammerfors universitet, där han 1969–1974 var rektor.
Uotila publicerade ett antal vetenskapliga arbeten, bland annat Päätösvallan siirtäminen Suomen valtionhallinnossa (1963) och Elinkeinolupa (1967).